# Староіржавецька ЗОШ І-ІІІ ступенів
Староіржавецька ЗОШ І—ІІІ ступенів — загальноосвітня школа, розташована в с. Старий Іржавець, Оржицького району Полтавської області.

## Загальні дані
Староіржавецька ЗОШ І—ІІІ ступенів — загальноосвітня школа, яка розташована за адресою: 37741, вул. Шкільна, 36а, с. Старий Іржавець, Оржицького району Полтавської області.
У навчальному закладі навчається близько 108 учнів.
Педагогічний колектив школи — 31 учителів:
Директор навчального закладу — Черненко Лілія Василівна.

## З історії школи
За часів панства в селі Старий Іржавець існувала одна церковно-приходська школа, що знаходилася у простій селянській хаті, до трьох класів навчалося не більше 30—40 учнів. Піп Пашина читав закон Божий – 6 годин на тиждень. Викладалася також російська мова – 8 годин на тиждень. Українська мова заборонялася. Дівчатка майже зовсім не відвідували школу.
У період існування земств (1899 рік), було відкрито земську школу в громадському домі, а пізніше побудовано школу в центрі села. Ще одну школу побудували селяни самі у 1905 році. Ця школа була трьохрічна, а освіту давала за 4 роки. Крім цих шкіл були ще приватні школи.
Як загальноосвітній середній заклад школа почала функціонувати з 30-х років минулого століття. Перший повоєнний випуск відбувся в 1947 році.
У 1968 році було відкрито нове — перше типове приміщення з єдиною на той час у районі спортивною залою, у якому сьогодні і здійснюється навчально-виховний процес.
У 1975 році було побудовано пришкільний інтернат на 50 місць. Учні із навколишніх сіл (Чайківщина, Чутівка, Заріг та ін.) мали змогу жити біля школи. Так було вирішено питання підвозу учнів. У 1990 році пришкільний інтернат було закрито.
У школі 11 класів-комплектів, у яких навчається близько 100 учнів. Школа однією з перших в області перейшла на кабінетну форму навчання. Кабінети було оснащено у відповідності до вимог. Обладнано комп'ютерний клас, який містить персональні комп'ютери. При школі діє навчальна майстерня, бібліотека із загальним фондом підручників близько 12 тис. екземплярів. Школа має спортивну залу загальною площею 220 м2 та спортивний майданчик.
У осінньо-зимовий період при школі працює група по підготовці дітей до школи.
Кожного літа з метою оздоровлення школярів у приміщенні колишнього інтернату працюють пришкільний оздоровчий табір "Дзвіночок" та табір праці і відпочинку.
Починаючи з 1968 року школа випустила більш як 1200 випускників. За цей час більше 20  учнів закінчили школу із золотими та срібними медалями.

## Директори школи
- Курілов Самсон Дмитрович (з 1932 р.);
- Скволенський Яків Степанович (з 1953 р.);
- Цибенко Олексій Мартинович (з 1968 р.);
- Лапшина Світлана Василівна (з 1982 р.);
- Черненко Лілія Василівна (з 1996 р.).

## Випускники школи
- Валентин Іванович Кулик – доктор медичних наук, проживає в Санкт-Петербурзі;
- Олексій Маркович Туманський – доктор медичних наук, проживає в Запоріжжі;
- Володимир Петрович Северин – кандидат біологічних наук, працював у Полтавському науково-дослідному інституті;
- Петро Наумович Ванцак – кандидат сільськогосподарських наук, тривалий час очолював Полтавський сільськогосподарський інститут.